# Lelemi
El lelemi (o lefana, o buem) és una llengua parlada pels buems a la zona de Jasikan, a la Regió Volta, una de les deu regions administratives de Ghana, situada al sud-est del país. Pertany al grup geogràfic de les llengües na-togo de la branca de llengües kwa, dins de la família de les llengües nigerocongoleses, parlades a la regió muntanyosa situada entre Ghana i Togo. El lelemi compta aproximadament amb entre 49.000 (dades del 2003) i 73.200 (joshuaproject). També hi ha lelemi-parlants a Togo. El seu codi ISO 639-3 és lef i el seu codi al glottolog és lele1264.

## Família lingüística
Segons l'ethnologue, el lelemi és una llengua que està juntament amb el siwu, el sekpele i el selee en un subgrup de les llengües lelemis que són del grup de les llengües potou-tanos, que són llengües nyos, que al seu temps formen part de la família de les llengües kwa, que formen part de la gran família de les llengües nigerocongoleses.

## Geolingüística i pobles veïns
El lelemis viuen al sud-est de Ghana a la zona del poble de Kute, al districte de Jasikan, a la Regió Volta. Segons el joshuaproject i el peoplegroups també hi ha 7.200 lelemis a Togo. El territori lelemi de Togo està situat a la frontera amb Ghana, al nord de Kpalimé i al sud-est d'Atakpamé, a la Regió dels Altiplans. El territori lelemi de Togo està situat a la frontera amb Ghana, al nord de Kpalimé i al sud-est d'Atakpamé, a la Regió dels Altiplans.
Segons el mapa lingüístic de Ghana de l'ethnologue, el territori lelemi està situat a l'extrem oriental de Ghana, al costat de la frontera amb Togo, que està a l'est. els lelemis limiten amb els àkans, que viuen al nord; amb els tuwulis, que viuen a l'oest; i amb els siwus i els sekpeles, que viuen al sud.

## Descripció lingüística
El lelemi, com a llengua na-togo, té característiques típiques de les llengües nigerocongoleses, com la presència de classes nominals. A més, és una llengua tonal, i té sistemes vocàl·lics formats per nou o deu unitats fonològicament distintives, que entren en jocs de sinarmonia vocàl·lica basada en els trets ATR. En fonètica, ATR (de l'anglès advanced tongue root) es refereix a un tret fonètic que apareix en sons articulats amb l'arrel de la llengua avançada, és a dir, amb una expansió de la cavitat faríngia obtinguda mitjançant un moviment de la base de la llengua cap endavant.
El lelemi segueix l'ordre bàsic de paraules "subjecte-verb-objecte". L'ordre es manté igual, tant si els constituents respectius són lexicalment com pronominalment representats. D'altra banda, els modificadors substantius i verbals van darrere d'allò que substitueixen.
Pel que fa al sistema verbal, el lelemi té dos paradigmes: uns que constitueixen els anomenats "temps simples", i els altres anomenats "temps relatius" (Allan, 1973). El paradigma simple està format per prefixos subjectes (prefixos pronoms de primera o segona persona i pronoms classe substantiu de tercera persona) i la forma del verb, mentre que el paradigma relatiu és l'acumulació per l'ús obligatori d'un substantiu de subjecte extern, un prefix de verb invariable i la forma verbal. Mentre que el paradigma simple s'utilitza en bastants entorns sintàctics, el paradigma relatiu només apareix en les oracions de relatiu quan el subjecte n'és el principal.

## Sociolingüística, estatus i ús de la llengua
El lelemi és una llengua desenvolupada (EGIDS 5): Està estandarditzada té literatura i gaudeix d'un ús vigorós per persones de totes les edats i generacions tant en la llar com en societat en tots els àmbits tot i que no és totalment sostenible. Menys de l'1% dels lelemis estan escolaritzats en la seva llengua i entre el 5 i el 15% l'aprenen com a segona llengua. Té gramàtica i el 2014 s'hi va traduir la Bíblia. Des del 1989 s'escriu en alfabet llatí. Els lelemis també parlen l'àkan.